# Liste der Biografien/Krae
Liste der Biografien |
Portal Biografien |
Personensuche
# |
A |
B |
C |
D |
E |
F |
G |
H |
I |
J |
K |
L |
M |
N |
O |
P |
Q |
R |
S |
T |
U |
V |
W |
X |
Y |
Z |
?
 
Ka |
Kb |
Kc |
Kd |
Ke |
Kf |
Kg |
Kh |
Ki |
Kj |
Kl |
Km |
Kn |
Ko |
Kp |
Kr |
Ks |
Kt |
Ku |
Kv |
Kw |
Ky |
Kx |
Kz
 
Kra |
Krb |
Krc |
Kre |
Krg |
Krh |
Kri |
Krj |
Krk |
Krl |
Krm |
Krn |
Kro |
Krp |
Krs |
Krt |
Kru |
Kry |
Krz
 
Kraa |
Krab |
Krac |
Krad |
Krae |
Kraf |
Krag |
Krah |
Krai |
Kraj |
Krak |
Kral |
Kram |
Kran |
Krap |
Krar |
Kras |
Krat |
Krau |
Krav |
Kraw |
Krax |
Kray |
Kraz
Die Liste der Biografien führt alle Personen auf, die in der deutschsprachigen Wikipedia einen Artikel haben. Dieses ist eine Teilliste mit 75 Einträgen von Personen, deren Namen mit den Buchstaben „Krae“ beginnt.

## Krae

### Kraef
- Kraefft, Friedrich (* 1862), deutscher Jurist und preußischer Verwaltungsbeamter, Direktor der Zollverwaltung in Danzig
- Kraeft, Volkert (* 1941), deutscher Schauspieler

### Kraeg
- Kraege, Jacqueline (1960–2020), deutsche Politikerin (SPD), Staatssekretärin in Rheinland-Pfalz
- Kraeger, Heinrich (1870–1945), deutscher Literaturwissenschaftler, Hochschullehrer für Literaturgeschichte und Autor

### Kraeh
- Kraehe, Bernhard (1832–1892), preußischer Generalleutnant
- Kraehe, Horst (1902–1988), deutscher Offizier
- Kraehe, Konrad (1868–1943), deutscher General der Infanterie
- Kraehkamp, Heinz Werner (1948–2012), deutscher Schauspieler, Kabarettist, Autor und Theaterregisseur
- Kraehmer, Stefanie (* 1958), deutsche Historikerin, Hochschullehrerin und Politikerin (Die Linke), MdA

### Krael
- Kraeling, Carl Herman (1897–1966), US-amerikanischer Neutestamentler und Christlicher Archäologe
- Kraelitz, Friedrich (1876–1932), österreichischer Orientalist und Turkologe
- Kraell, Alexander (1894–1964), deutscher Militärrichter

### Kraem
- Kraemer, Ado (1898–1972), deutscher Schachkomponist
- Kraemer, Adolf (1832–1910), deutscher Agrarwissenschaftler und Professor für Landwirtschaft in der Schweiz
- Kraemer, Adolf (1887–1940), deutscher Heimatforscher, Künstler und Autor
- Kraemer, Alois (1899–1983), deutscher Druckereibesitzer und Politiker (CDU)
- Kraemer, Bärbel (* 1963), deutsche Autorin, Journalistin und Heimatforscherin
- Kraemer, Brigitte (* 1954), deutsche Fotokünstlerin
- Kraemer, Carl (1873–1951), deutscher Tierschützer
- Kraémer, Conrado José (* 1902), spanisch-österreichischer Generalbevollmächtigter der Hispano Suiza Genf
- Kraemer, Dieter (* 1937), deutscher Kunstmaler und Hochschullehrer
- Kraemer, Elmer (1898–1943), US-amerikanischer Chemiker
- Kraemer, Erich (1930–1994), deutscher Künstler und Hochschullehrer
- Kraemer, Franz-Gerd (* 1943), deutscher Politiker (SPD), Unternehmer und Manager
- Kraemer, Friedrich Wilhelm (1907–1990), deutscher Architekt und Hochschullehrer
- Kraemer, Fritz (1900–1959), deutscher SS-Brigadeführer und Generalmajor der Waffen-SSFritz Kraemer (1900–1959)

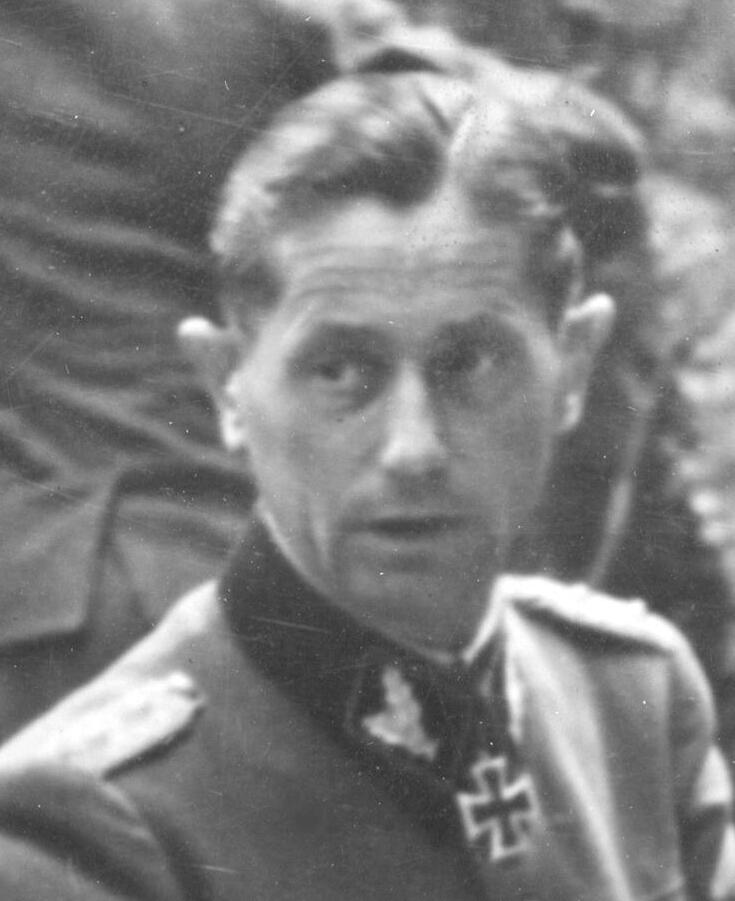
Fritz Kraemer (1900–1959)

- Kraemer, Fritz G. A. (1908–2003), deutsch-US-amerikanischer Pentagon-Berater
- Kraemer, George (* 1925), schwedischer Bandy-, Eishockey- und Fußballspieler
- Kraemer, Gustav (1828–1890), deutscher Architekt, Regierungsbaumeister und Leiter des Kruppschen Baubüros
- Kraemer, Hans (1870–1938), deutscher Unternehmer und Publizist
- Kraemer, Hans-Jörg (* 1944), deutscher Jurist, Richter am Bundesgerichtshof a. D.
- Kraemer, Heinrich (1842–1907), deutscher Bürgermeister und Politiker (NLP), MdR
- Kraemer, Heinrich Adolf (1798–1876), deutscher Eisenwerk-Unternehmer
- Kraemer, Heinrich der Jüngere (1789–1867), deutscher Eisenindustrieller
- Kraemer, Hendrik (1888–1965), niederländischer Religionshistoriker und Widerstandskämpfer
- Kraemer, Hermann (1813–1886), deutscher Landschaftsmaler
- Kraemer, Hermann (1872–1940), Schweizer Tierzuchtkundler
- Kraemer, Jean Pierre (* 1980), deutscher Moderator und UnternehmerJean Pierre Kraemer (* 1980)

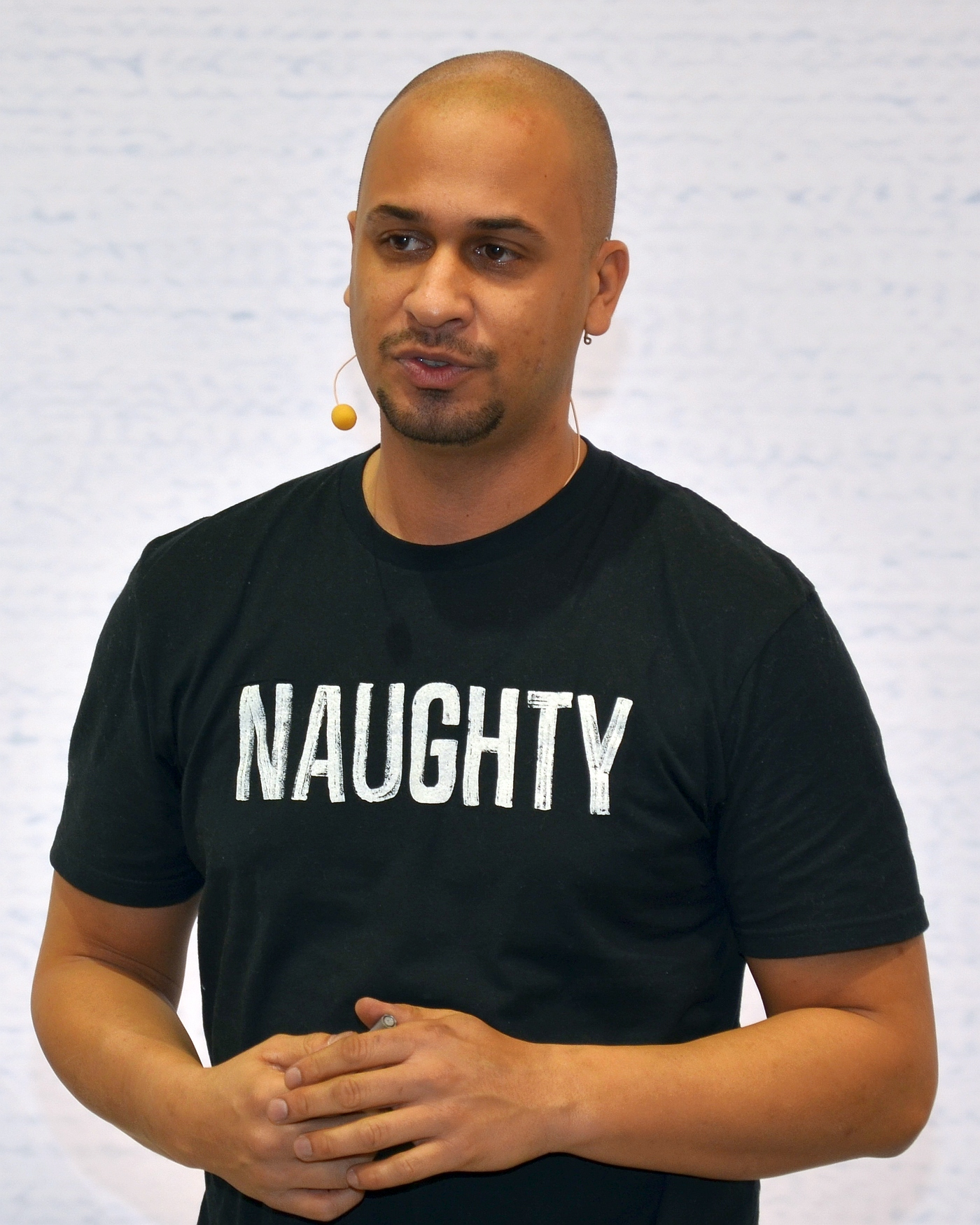
Jean Pierre Kraemer (* 1980)

- Kraemer, Joe (* 1971), US-amerikanischer Komponist für Film und Fernsehen
- Kraemer, Johann Martin (1713–1782), deutscher Baumeister und Architekt
- Kraemer, Jörg (1917–1961), deutscher Orientalist und Hochschullehrer
- Kraemer, Kaspar (* 1949), deutscher Architekt
- Kraemer, Klaus (* 1962), deutscher Soziologe und Hochschullehrer
- Kraemer, Klaus-Christian (* 1946), deutscher Diplomat
- Kraemer, Konrad (1926–1991), deutscher Politiker (CDU)
- Kræmer, Lotten von (1828–1912), schwedische Baronin, Schriftstellerin, Dichterin, Philanthropin und Frauenrechtlerin
- Kraemer, Manfredo (* 1960), deutsch-argentinischer Violinist und Ensembleleiter
- Kraemer, Marita (* 1953), deutsche Managerin
- Kraemer, Olaf (* 1959), deutscher Buch- und Filmautor
- Kraemer, Otto (1900–1986), deutscher Maschinenbauingenieur und Hochschullehrer
- Kraemer, Paul Rudolf (1916–2007), deutscher Unternehmer und Gründer der gemeinnützigen Gold-Kraemer-Stiftung
- Kraemer, Peter (1901–1990), deutscher Politiker (FDP, CDU), Oberbürgermeister von Bonn
- Kraemer, Rudolf (1885–1945), deutscher Jurist, Blindenaktivist und der Gründer des Württembergischen Blindenvereins
- Kraemer, Rudolf-Dieter (* 1945), deutscher Musikpädagoge
- Kraemer, Simpert (1679–1753), deutscher Baumeister, Stuckateur und Architekt
- Kraemer, Ursula (* 1952), deutsche Juristin und Verfassungsrichterin
- Kraemer, Viktor junior (1881–1937), deutscher Verleger in Heilbronn
- Kraemer, Viktor senior (1840–1911), deutscher Verleger in Heilbronn
- Kraemer-Bach, Marcelle (1895–1990), französische Anwältin und Feministin
- Kraemer-Liehn, Martin (* 1971), deutscher Maler, Publizist und sozialistischer Aktivist
- Kraemmer, Hans († 2021), österreichischer Opernsänger (Bassbariton) und Schauspieler

### Kraen
- Kraenzlein, Alvin (1876–1928), US-amerikanischer Leichtathlet

### Kraep
- Kraepelin, Emil (1856–1926), deutscher PsychiaterEmil Kraepelin (1856–1926)

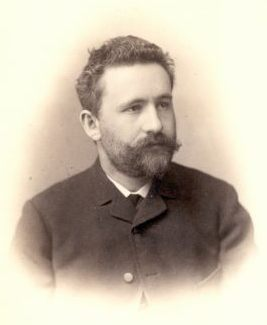
Emil Kraepelin (1856–1926)

- Kraepelin, Karl (1817–1882), deutscher Schauspieler und Rezitator
- Kraepelin, Karl (1848–1915), deutscher Biologe und Direktor des Naturhistorischen Museums in Hamburg

### Kraet
- Kraetke, Reinhold (1845–1934), preußischer Staatssekretär des Reichspostamtes
- Kraetzig, Adalbert (1819–1887), deutscher Ministerialdirektor und Abgeordneter (Zentrum), MdR
- Kraetzinger, Maria (1869–1951), Malerin
- Kraetzschmar, Otto Richard (1867–1902), deutscher evangelischer Theologe

### Kraeu
- Kraeusel, Emil (1854–1933), deutscher Theologe
- Kraeuter, Willy (1876–1952), deutscher Jurist und Politiker
- Kraeutler, Émile (* 1866), französischer Automobilrennfahrer

### Kraew
- Kraew, Boschidar (* 1997), bulgarischer Fußballspieler
- Kraewel, Karl von (1814–1891), preußischer Generalmajor
- Kraewel, Richard von (1861–1943), preußischer General der Infanterie